# Бруин (Пенсилванија)
Бруин (енгл. Bruin) град је у америчкој савезној држави Пенсилванија.

## Демографија
По попису из 2010. године број становника је 524, што је 10 (-1,9%) становника мање него 2000. године.
| Група             | 2000.       | 2010.       |
| Белци             | 524 (98,1%) | 506 (96,6%) |
| Афроамериканци    | 0 (0,0%)    | 0 (0,0%)    |
| Азијати           | 0 (0,0%)    | 2 (0,4%)    |
| Хиспаноамериканци | 3 (0,6%)    | 10 (1,9%)   |
| Укупно            | 534         | 524         |